# Josh Hutcherson
Joshua Ryan "Josh" Hutcherson, född 12 oktober 1992 i Union, Kentucky, är en amerikansk skådespelare. Han är bland annat känd för sina roller i Min första kärlek, Zathura – Ett rymdäventyr,  Resan till Jordens medelpunkt, Bron till Terabitia, Rex - En räddare i nöden, Five Nights At Freddy’s och The Hunger Games.

## Filmografi

### Film
| År   | Titel                                    | Roll                      | Noteringar     |
| ---- | ---------------------------------------- | ------------------------- | -------------- |
| 2003 | American Splendor                        | Robin                     |                |
| 2004 | Motocross Kids                           | TJ                        |                |
| 2004 | Det levande slottet                      | Markl (röst)              |                |
| 2004 | Polarexpressen                           | Hero Boy                  |                |
| 2005 | One Last Ride                            | Joey                      |                |
| 2005 | Kicking and Screaming                    | Bucky Weston              |                |
| 2005 | Min första kärlek                        | Gabriel "Gabe" Burton     |                |
| 2005 | Zathura - Ett rymdäventyr                | Walter                    |                |
| 2006 | Familj på väg                            | Carl Munro                |                |
| 2007 | Bron till Terabitia                      | Jesse Aarons              |                |
| 2007 | Rex - En räddare i nöden                 | Shane Fahey               |                |
| 2008 | Fragments                                | Jimmy Jaspersen           |                |
| 2008 | Resan till Jordens medelpunkt            | Sean Anderson             |                |
| 2009 | Cirque du Freak: The Vampire's Assistant | Steve "Leopard" Leonard   |                |
| 2010 | The Kids Are All Right                   | Laser Allgood             |                |
| 2011 | Detention                                | Clapton Davis             | Även producent |
| 2012 | Journey 2: The Mysterious Island         | Sean Anderson             |                |
| 2012 | The Hunger Games                         | Peeta Mellark             |                |
| 2012 | 7 Days in Havana                         | Teddy Atkins              |                |
| 2012 | The Forger                               | Joshua Mason              |                |
| 2012 | Red Dawn                                 | Robert Kitner             |                |
| 2013 | Epic - Skogens hemliga rike              | Nod (röst)                |                |
| 2013 | The Hunger Games: Catching Fire          | Peeta Mellark             |                |
| 2014 | Escobar: Paradise Lost                   | Nick Brady                |                |
| 2014 | The Hunger Games: Mockingjay – Part 1    | Peeta Mellark             |                |
| 2015 | The Hunger Games: Mockingjay – Part 2    | Peeta Mellark             |                |
| 2017 | The Disaster Artist                      | Philip Haldiman / "Denny" |                |
| 2023 | Five Nights at Freddy's                  | Mike Schmidt              |                |

### TV
| År   | Titel          | Roll                     | Noteringar                                            |
| ---- | -------------- | ------------------------ | ----------------------------------------------------- |
| 2002 | Becoming Glen  | Ung Glen                 | TV-film                                               |
| 2002 | House Blend    | Nicky Harper             | TV-film                                               |
| 2002 | Cityakuten     | Matt                     | Avsnitt "First Snowfall"                              |
| 2003 | The Division   | Matthew Inwood           | Avsnitt "Till Death Do Us Part"                       |
| 2003 | Miracle Dogs   | Charlie Logan            | TV-film                                               |
| 2003 | Wilder Days    | Chris Morse              | TV-film                                               |
| 2003 | Line of Fire   | Donny Rawlings           | Avsnitt "Take the Money and Run"                      |
| 2004 | Eddie's Father | Eddie Corbett            | TV-film                                               |
| 2004 | Party Wagon    | Toad E. Bartley (röst)   | TV-film                                               |
| 2004 | Justice League | Van-El / Ung Bruce Wayne | Avsnitt "For the Man Who Has Everything", endast röst |
| 2010 | The Third Rule | Chuck                    | Kortfilm                                              |
| 2012 | Punk'd         | Sig själv                | Avsnitt "Lucy Hale"                                   |